# 菩提寺 (むつ市)

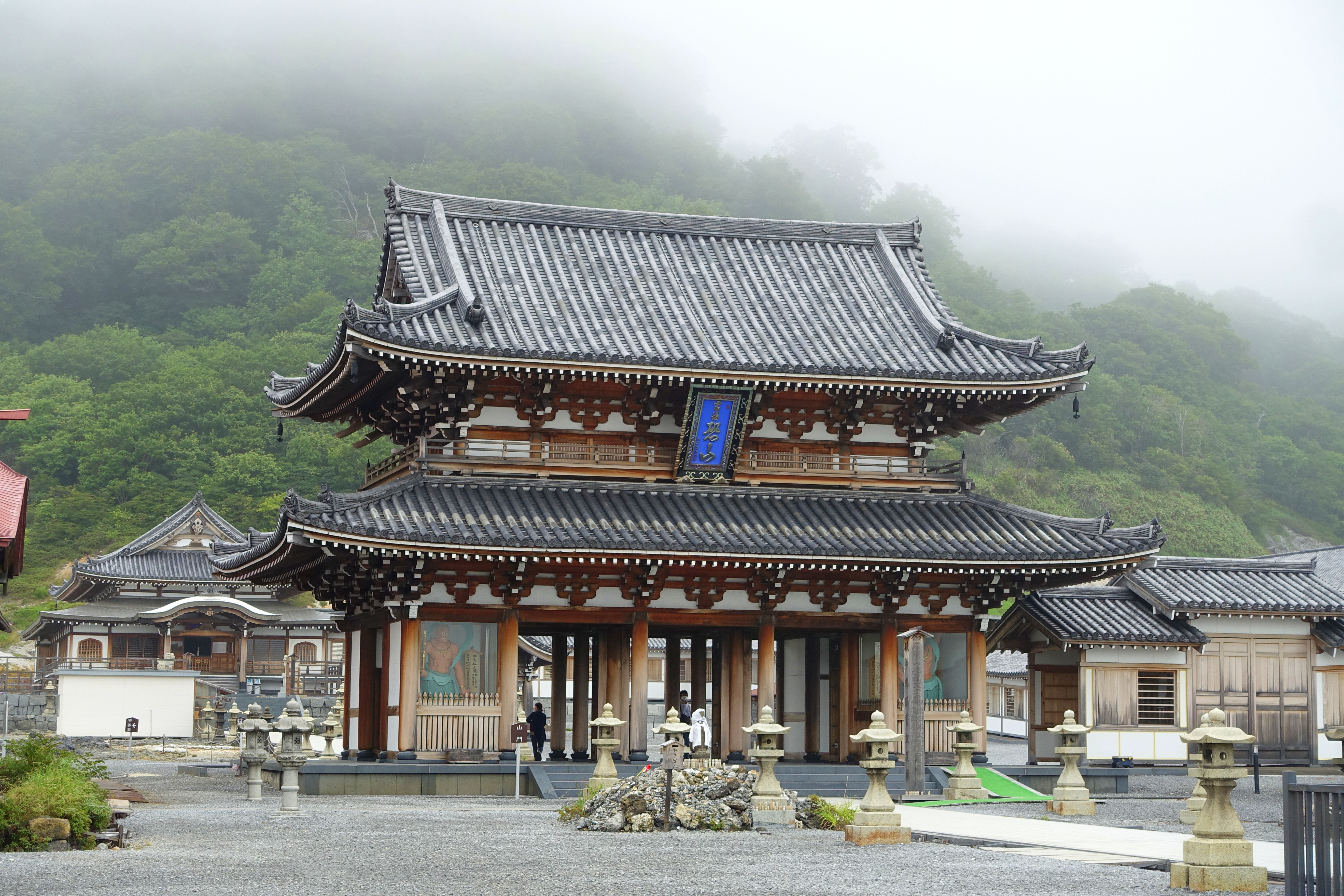
山門

菩提寺（ぼだいじ）は、青森県むつ市の恐山にある曹洞宗の寺院。恐山菩提寺とも称される。本坊は円通寺が勤めている。

## 概説

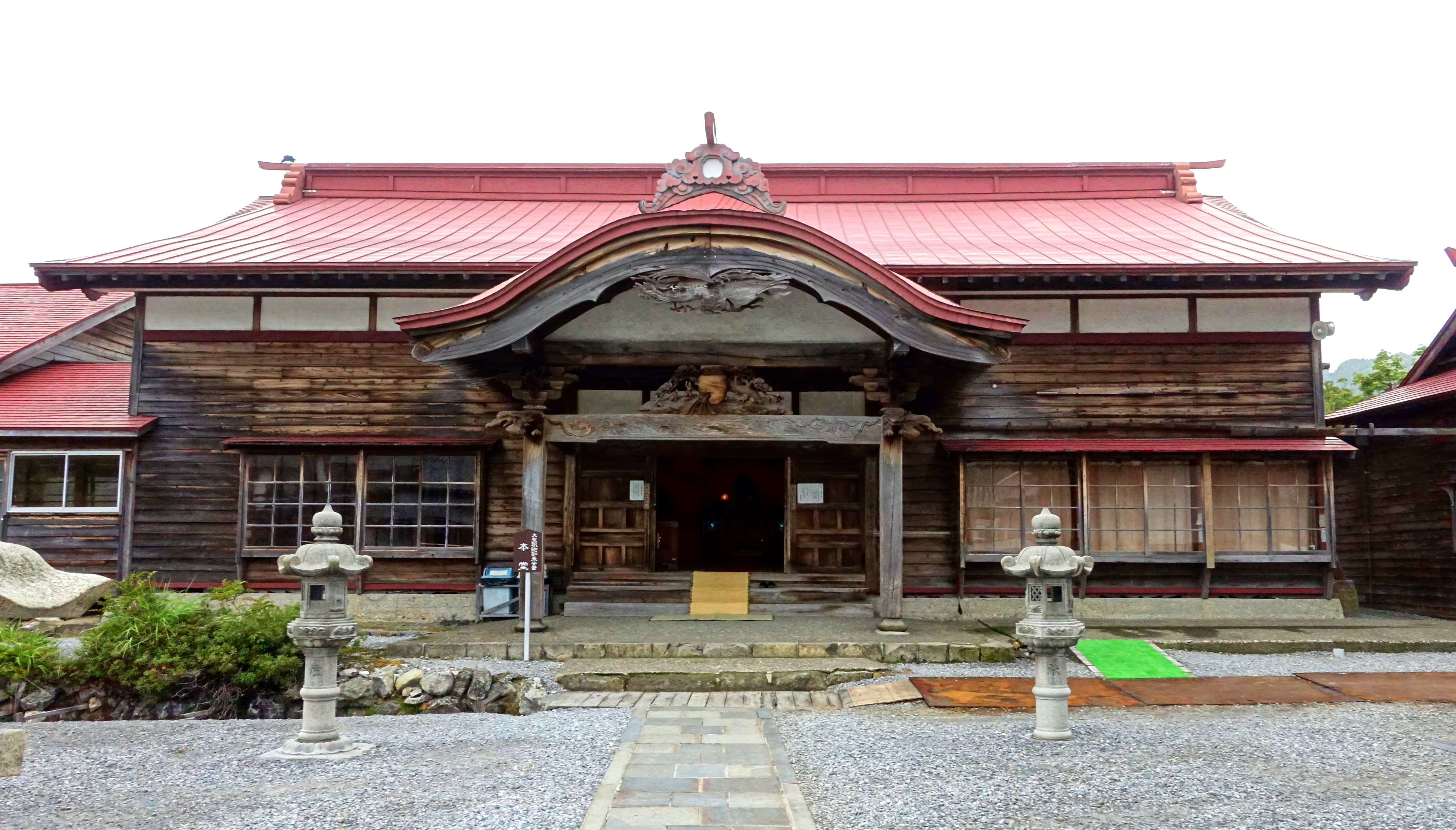
本堂

開山期間は5月1日から10月31日で、毎年7月20日から24日に恐山大祭が行われる。恐山は死者の霊魂が集まる場所と信じられており、恐山大祭ではイタコの口寄せも行われる。
境内の宇曽利山湖寄りには噴気や温泉の湧出があり、賽の河原や極楽浜と呼ばれる地形がある。境内には4つの温泉があり、共同浴場として利用されている。

## 歴史
創建年代などについては不詳だが、寺伝によると、862年（貞観4年）天台宗の僧円仁がこの地を訪れ、創建したと伝えられる。その後衰退していたが、1522年（大永2年）曹洞宗の僧・聚覚が南部氏の援助を受け、円通寺を建立して恐山菩提寺を中興し、曹洞宗に改められた。1871年（明治4年）には本坊の円通寺に斗南藩（旧会津藩）の藩庁が置かれた。

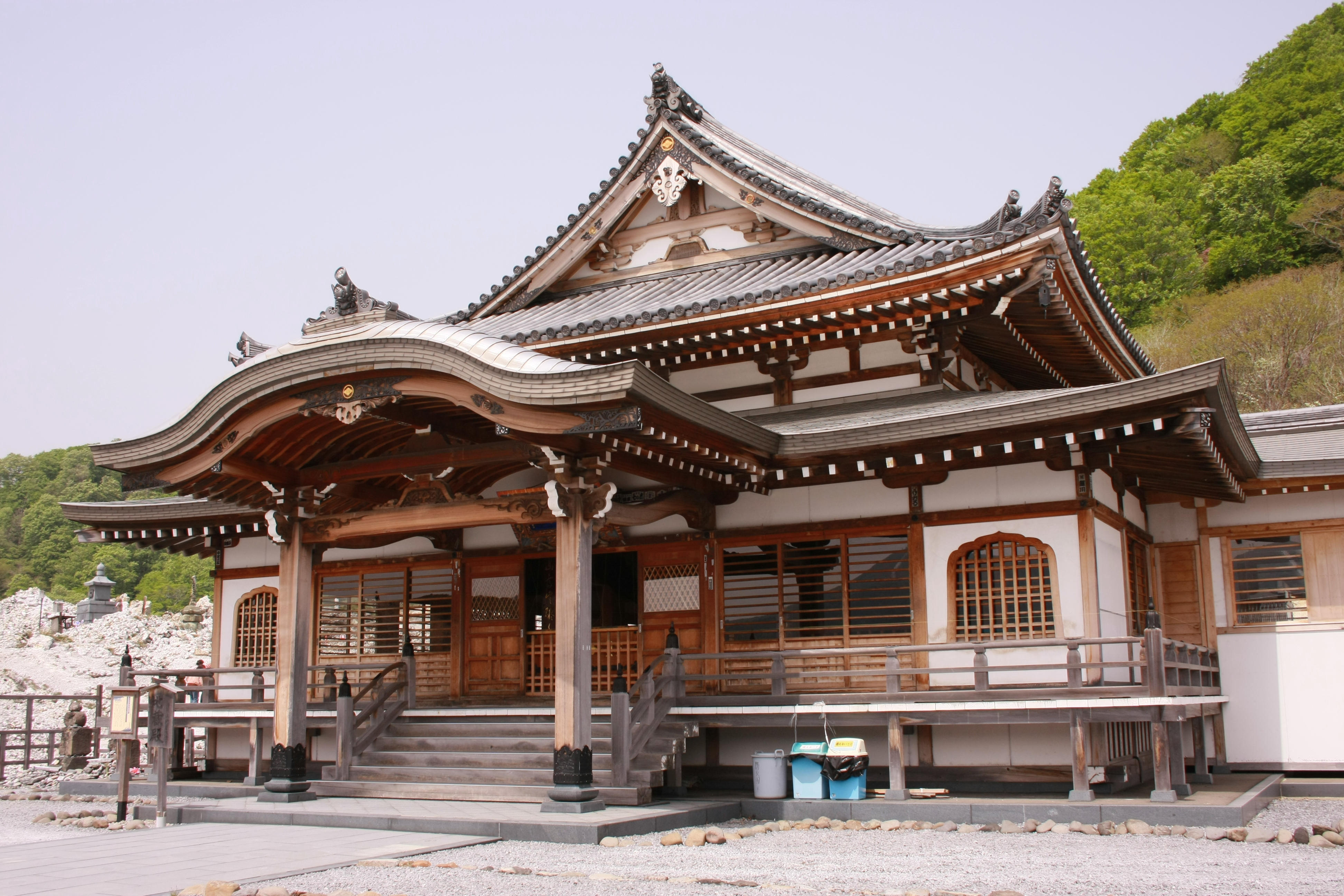
本尊・地蔵菩薩を祀る地蔵殿

## 伽藍
- 総門
- 山門
- 地蔵殿
- 慈覚大師堂
- 本堂
- 塔婆堂
- 薬師堂
- 八角円堂
- 龍神堂

## 祭事
夏と秋の大祭に、イタコと呼ばれる巫女が、死者の霊をこの世に呼びよせる口寄せを行い、故人と現実に逢っているように対話できる「イタコの口寄せ」が行われる。
- 大祭典：7月20日から24日
- 秋詣り：10月の体育の日が最終日となる3日間（土・日・月）

## 交通アクセス
JR大湊線下北駅下車、下北交通バスで45分。タクシーで25分。